# Federação Real Belga de Voleibol
A Federação Real Belga de Voleibol  (em francês:Fédération royale belge de Volley-Ball FRBVB) é  uma organização fundada em 1947 que governa a pratica de voleibol na Bélgica, sendo membro da Federação Internacional de Voleibol e da Confederação Européia de Voleibol, a entidade é responsável por  organizar  os campeonatos nacionais de  voleibol masculino e feminino no país.